# Dominik Graf
Dominik Graf (Monaco di Baviera, 6 settembre 1952) è un regista e sceneggiatore tedesco.

## Biografia
Figlio degli attori Robert Graf e Selma Urfer-Graf, ha studiato letteratura e musica all'Università di Monaco di Baviera, prima di abbandonarla per frequentare la Hochschule für Fernsehen und Film München. È stato tra i primi registi a rifiutare i dettami del nuovo cinema tedesco a favore di un cinema più popolare.
Il suo film più noto è Un angelo caduto dall'inferno (1987), un grande successo critico e di pubblico, per cui si è aggiudicato un Lola al miglior regista. Il film del 1994 Falsa identità, seppure apprezzato dalla critica, è stato invece un clamoroso insuccesso commerciale, e ha fatto sì che negli anni successivi Graf fosse confinato quasi esclusivamente in televisione.
Nel 2021 ha presentato al Festival di Berlino il suo period drama Fabian - Going to the Dogs, uscito in Italia il 18 agosto 2022.

## Vita privata
Dopo aver divorziato dalla regista Sherry Hormann si è legato alla regista Caroline Link.

## Filmografia parziale
- Running Blue, ep. del film collettivo Neonstadt (1982)
- La moglie... gli uccelli (Das zweite Gesicht)  (1982)
- Drei gegen drei (1985)
- Un angelo caduto dall'inferno (Die Katze) (1988)
- Tiger, Löwe, Panther (1989)
- Spieler (1990)
- Falsa identità (Die Sieger) (1994)
- Der Felsen (2002)
- Der rote Kakadu (2006)
- Beloved Sisters (Die geliebten Schwestern) (2014)
- Was heißt hier Ende? (2015)
- Fabian - Going to the Dogs (2021)